# Pararge retyezatica
Pararge retyezatica är en fjärilsart som beskrevs av Diószeghy 1935. Pararge retyezatica ingår i släktet Pararge och familjen praktfjärilar. Inga underarter finns listade i Catalogue of Life.